# Diébougou (département)
Pour le chef-lieu, voir Diébougou.
Diébougou est un département et une commune urbaine du Burkina Faso, situé dans la province du Bougouriba et la région du Djôrô. En 2012, le département comptait 44 412 habitants.

## Villes et villages
Le département comprend une ville chef-lieu (populations actualisées en 2012), également chef-lieu de la province :
- Diébougou (17 937 habitants), divisée en 7 secteurs

et 24 villages :
- Balignar (1 012 habitants)
- Bamako (913 habitants)
- Bapla (1 155 habitants)
- Bapla-Birifor (2 144 habitants)
- Barindia (584 habitants)
- Dankoblé (1 025 habitants)
- Danko-Tanzou (228 habitants)
- Diasser (985 habitants)
- Kolépar (348 habitants)
- Konsabla (2 599 habitants)
- Lokodja (1 120 habitants)
- Mébar (907 habitants)
- Moulé (198 habitants)
- Moutori (1 388 habitants)
- Mouviélo (1 835 habitants)
- Naborgané (1 297 habitants)
- Nané (2 345 habitants)
- Navielgane (1 625 habitants)
- Ségré (589 habitants)
- Sorgon (276 habitants)
- Tampé (960 habitants)
- Tansié (1 412 habitants)
- Tiédia (686 habitants)
- Voukoun (844 habitants)

## Jumelages
Floirac (France)